# Greben, Grebeni
Koordinati:   42°39′05″N, 18°02′49″E
Greben je majhen nenaseljen otoček v Jadranskem morju. Pripada Hrvaški.
Greben, na katerem stoji svetilnik, leži v otoški skupini otočkov z imenom Grebeni zahodno od polotoka Lapad pri Dubrovniku. Površina otočka je manjša od 0,01 km².
Iz pomorske karte je razvidno, da svetilnik oddaja svetlobni signal: B Bl(3) 10s.
Nazivni domet svetilnika je 10 milj.